# Borboletário

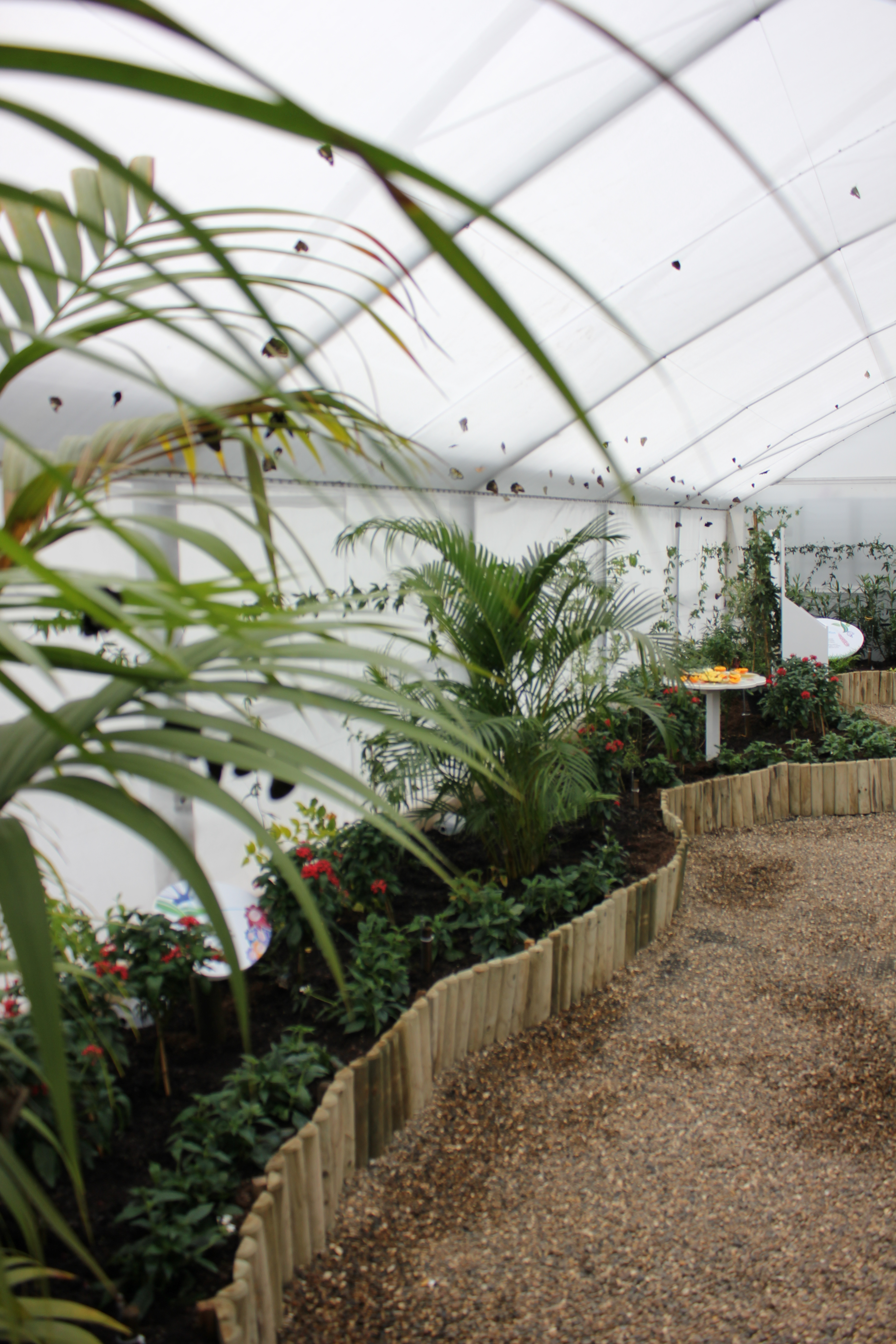
Borboletário no Museu de História Natural, em Londres.

Os borboletários são um tipo de  zoológico exclusivo para a criação de diversas espécies de borboletas e suas  fases de vida. (ovo, lagarta, pupa e adulto).
Adultos podem ser vistos voando dentro de estruturas teladas semelhantes a casas de vegetação agrícola, enquanto as formas jovens são criadas em salas separadas.
Borboletários, além de expor,  possibilitam identificar e avaliar várias espécies, observando seus aspectos biológicos e possível criação massal, além de manutenção de populações que não ocorrem em todas as estações.
É exigido dos criadores  registrados, que uma certa quantidade de casais de  cada nova  produção seja solta de volta a natureza.

## As Borboletas e o Borboletário
O conhecimento na criação de borboletas tem contribuído para reduzir o risco de extinção de espécies desse grupo, não somente pela aplicação de técnicas de manejo, mas também pelo fato de sensibilizar os visitantes no contato com animais tão belos e, ao mesmo tempo, tão frágeis.http://www.lea.esalq.usp.br

## História
O primeiro borboletário do mundo foi criado em 1976 em Guernsey, uma ilha no Canal da Mancha. O responsável foi Mr. David Lowe, que teve a idéia de alugar uma estufa que estava abandonada e adquirir borboletas vivas. Ele acabou criando a primeira exposição de borboletas ao vivo do mundo. Tornaram-se muito populares na Inglaterra, devido ao amor do povo pelas estufas.

## O Borboletário no Brasil
No Brasil existem dois grupos de Borboletários: os públicos e os privados.
O maior borboletário público do Brasil fica no Pará no parque ecológico Mangal das Garças. Foi inaugurado em 2005, resultado da revitalização de uma área de cerca de 40.000 metros quadrados às margens do Rio Guamá, nas franjas do centro histórico de Belém.
Já o maior borboletário privado do Brasil encontra-se na cidade de São Paulo. Inaugurado em março de 2015 pelo Prefeito Fernando Haddad, o Águias da Serra Borboletário  faz parte de um dos roteiros do Polo de Ecoturismo de São Paulo.
Também privado, em 2015 foi inaugurado o Parque Ecológico Asas Mágicas, na cidade de Porto Seguro, Bahia. Albergando mais de 15 espécies de borboletas, distribuídas em 3 viveiros, cada um com mais de 300m2 e centenas delas, juntando assim uma área de voo de mais de 900m2.  O parque atende grupos escolares locais, turistas, famílias e grupos de terceira idade.

### Lista de Borboletários Brasileiros (ordem alfabética)
| Borboletário                     | Localização         |
| -------------------------------- | ------------------- |
| Águias da Serra                  | São Paulo/SP        |
| Asas Mágicas                     | Porto Seguro/BA     |
| Borboletário Municipal de Urânia | Urânia/SP           |
| Diadema                          | Diadema/SP          |
| Flores que voam                  | Campos do Jordão/SP |
| Mangal das Garças                | Belém/PA            |
| Museu da Vida                    | Rio de Janeiro/RJ   |
| Osasco                           | Osasco/SP           |
| SESC Pantanal                    | Poconé/MT           |

## Em Portugal
O Borboletário Tropical de Constância, situado no Parque Ambiental de Santa Margarida abriu ao público a 5 de junho de 2013. É um espaço criado para dar a conhecer o mundo das borboletas, contribuindo para o conhecimento da biologia e ecologia destes insetos, servindo assim como modelo para compreender a importância da conservação da diversidade de seres vivos.

## Como funciona um Borboletário
Os Borboletários são divididos em duas grandes áreas: o telado e o laboratório. No início do ciclo de um Borboletário é permitido a captura de 10 casais de borboletas de cada espécie. Esses casais são colocados no telado.
As plantas hospedeiras dessas espécies são introduzidas no telado para a captura dos ovos. Os ovos capturados no telado são levados para o laboratório até que eclodam e saiam as lagartas.Essas lagartas são cuidadas diariamente com as folhas que costumam comer na natureza até empuparem. Depois, quando nascerem as borboletas, estas voltam para o telado.
Assim ocorre um ciclo fechado dentro do próprio borboletário, sem afetar o meio ambiente e gerar impactos inesperados.